# 프레아 비헤아르 사원
프레아 비헤아르 사원(寺院) 혹은 프라삿 프레아 비헤아르(크메르어: ប្រាសាទព្រះវិហារ, 태국어: ปราสาทเขาพระวิหาร)는 캄보디아 북쪽 프레아 비헤아르 지역과 태국 동쪽 시사케트 지역 사이의 국경 일대에 위치해 있는 크메르 제국의 사원이다. 힌두교의 시바신을 위해 축조되었다. 525 미터 높이의 당그레크 산에 자리잡고 있는데, 그 지리적 위치와 특수성 때문에 소유권을 두고 캄보디아와 태국 사이에서 지속적인 분쟁이 일어났다. 1962년에 국제사법재판소가 캄보디아의 소유권을 인정하였고, 2013년에 재인정하였다.
프레아 비헤아르 사원은 6세기에 걸친 크메르 제국(帝國)의 기간 동안 지어진 사원들 가운데 가장 훌륭한 경관을 갖추고 있다. 제국의 정신적(종교적) 사고체계가 여실히 반영되어 있는 프레아 비헤아르 사원은 특이하게도 기존의 사원들처럼 동향으로 지어지지 않고, 북쪽을 향하여 건설되었다. 사원의 이름은 캄보디아의 프레아 비헤아르 지역의 명칭에서 비롯된 것이다. 2008년 7월, 프레아 비헤아르 사원은 유네스코 세계유산으로 선정되었다.

## 위치
프레아 비헤아르 사원은 캄보디아와 태국의 국경을 가로지르는 당그레크 산의 페이 타디 절벽 꼭대기에 위치해 있다. 프레아 비헤아르 사원은 그 지리적 특수성 때문에 종종 태국에 귀속된 적이 있었다. 캄보디아의 독립과 태국의 사원 점거로 인하여, 프레아 비헤아르 사원 일대는 태국 동쪽의 시사케트 지방에 편입되었다. 이후 시사케트 중심부와는 110km 떨어진 변방지역에 위치해 있었다. 그러나 태국-캄보디아 간 소유권 분쟁의 결과 1962년에 국제사법재판소가 캄보디아의 소유권을 인정하는 판결을 내리자, 프레아 비헤아르 사원은 다시 캄보디아 북부 프레아 비헤아르 지역으로 귀속되었다. 프레아 비헤아르 사원은 앙코르 와트로부터 140km, 캄보디아의 수도 프놈펜으로부터 320km 떨어져 있다.

## 역사

프레아 비헤아르 사원 조감도

### 고대의 역사
프레아 비헤아르 사원 일대는 힌두교의 시바신(神)에게 바쳐지기 위하여 9세기 초부터 건설되기 시작하였다. 그러나 현재까지 남아 있는 가장 오래된 사원은 10세기 초의 코 케르 치세시에 건설된 것이다. 현재, 10세기 후반의 반테스 레이 양식도 볼 수 있지만, 대부분의 사원들은 크메르 제국의 수르야바르만 1세(재위 1002년 ~ 1050년)와 수르야바르만 2세(재위 1113년 ~ 1150년)의 통치 기간에 건설되었다. 사원에서 발견된 비문에는 수르야바르만 2세가 신성한 종교 의식과 축하 연회 등을 배우는 모습이 섬세하게 묘사되어 있다. 원래 프레아 비헤아르 사원 일대는 힌두교 사원이었지만, 힌두교가 쇠퇴하자 불교 사원으로 바뀌었다.

### 1차 소유권 분쟁
현대에 들어서, 프레아 비헤아르 사원 일대는 외부 세계에 의해 재발견되었으며, 새로 독립한 캄보디아와 태국의 감정적 논쟁 거리가 되었다. 1904년, 시암과 프랑스령 캄보디아는 그들의 새로운 국경선을 정하였는데, 프랑스의 관리들이 지도를 잘못 작성한 결과 프레아 비헤아르 사원 일대는 대부분 캄보디아의 영토로 귀속되었다. 1954년에 캄보디아가 프랑스로부터 독립하자 태국은 군대를 동원해 프레아 비헤아르 사원 일대를 점거하였다. 이것을 시초로 태국과 캄보디아의 사원 소유권 논쟁이 격화되었는데, 1962년에 국제사법재판소가 캄보디아의 영토로 인정할 때까지 소유권 논란은 계속되었다. 국제사법재판소는 프랑스가 잘못된 지도를 작성하였지만 태국이 줄곧 이의를 제기하지 않았던 점을 들어 이를 묵인했다고 판단, 캄보디아의 소유권을 인정하였다.

### 내전 기간
1970년 이후 1980년대에 이르기까지 캄보디아에서는 크메르 루주의 반란을 비롯하여 잇따른 쿠데타로 혼란스러운 정국을 맞이하였다. 반란군은 정부군에게 밀려 퇴각하다가 북부 지역의 산간지방으로 숨어 들었는데, 프레아 비헤아르 사원 일대 역시 정부군이 수복할 때까지 반란군의 영향권 아래에 놓였다. 하지만 캄보디아가 안정을 되찾은 이후부터는 캄보디아의 문화유산으로 지정되어 정부의 관리를 받으며 보호받게 되었다.

### 세계유산
캄보디아는 단독으로 프레아 비헤아르 사원이 유네스코 세계유산으로 지정받도록 노력하였는데, 태국은 캄보디아-태국 공동의 세계유산으로 지정받아야 한다며 공식적으로 항의하였다. 2007년에도 이와 관련하여 양국의 논쟁이 있었지만, 이는 무기한 연기되었다. 결국 2008년 7월 8일에 유네스코는 프레아 비헤아르를 캄보디아의 유네스코 세계유산으로 선정하였다.

### 2차 소유권 분쟁
백 년이 넘게 이어지고 있는 소유권 분쟁을 결론짓기 위해 2008년에도 캄보디아와 태국 양국 간이 정식으로 논의를 하였지만, 교착상태에 빠졌다. 캄보디아와 태국 사이의 분쟁은 현재에도 계속되고 있으며, 2009년 4월, 태국군이 총격을 가해 66개의 돌들이 파괴되기도 하였다.
2011년 4월, 교전이 다시 발생하여 12명이 숨지고 4만 명 가까운 주민들이 피난했다.
2013년 11월 11일 국제사법재판소는 사원과 주변 땅에 대한 주권이 캄보디아에 있음과, 이 지역에 있는 태국 군경의 전원(全員) 철수를 판결, 1962년의 국제사법재판소 판결을 재확인했다.

## 사원 일대
프레아 비헤아르 사원 일대는 남북의 축을 따라 8백 미터나 이어져 있는데, 북쪽보다 120미터나 더 높은 남쪽 끄트머리의 안식구역(安息區域)으로 오르기 위한 방둑과 계단이 설치되어 있다. 프레아 비헤아르 사원은 앙코르 일대의 사원들과 구조가 전혀 다르지만, 신들이 기거한다는 메루 산을 묘사하려는 목적은 같다.

## 같이 보기
- 수르야바르만 2세
- 크메르 제국
- 캄보디아
- 캄보디아의 역사
- 유네스코 세계유산
- 앙코르 유적